# Kilfläckstetra
Kilfläckstetra (Hemigrammus pulcher) är en fisk i släktet Hemigrammus inom familjen laxkarpar (Characidae), som finns i västra Amazonas i Brasilien, Colombia, Ecuador, och Peru. Kännetecknande är en relativt rund kroppsform och en stor mer eller mindre trekantig mörkbrun fläck som täcker stjärtspolen och bakersta delen av kroppens nedre halva, samt en lysande gul fläck upptill på stjärtspolen. Kilfläckstetra blir upp till 3,3 cm i kroppslängd . Det är en vanlig art av akvariefiskar.